# Angry Birds Toons
Angry Birds Toons è una serie animata prodotta dalla Rovio Entertainment e in produzione dal 2013 al 2016, con protagonisti i personaggi dell'omonima serie di videogiochi.
La serie non ha dialoghi ed stata inizialmente distribuita come extra su dispositivi mobili direttamente dai propri videogiochi (tramite il servizio Toons.TV fino alla sua chiusura), poi sul sito ufficiale, sul canale Rovio di YouTube ed infine in televisione. È composta da tre stagioni per un totale di 104 episodi della durata di circa tre minuti l'uno. Dopo la distribuzione della serie furono prodotti vari spin-off correlati ad essa: Angry Birds Stella (2014-2016), Piggy Tales (2014-2018), Angry Birds Blues (2017-2020), Angry Birds BirLd Cup (2018) ed Angry Birds on the Run (2018-2020).
La versione italiana viene trasmessa in prima TV assoluta su Super! e Nickelodeon, da dicembre 2013, e successivamente anche su Pop, dal 30 ottobre 2017 all'11 luglio 2019.
La prima stagione è stata distribuita per la prima volta dal 17 marzo 2013 all'8 marzo 2014, la seconda dal 19 ottobre 2014 al 12 aprile 2015 e la terza dal 1º ottobre 2015 al 13 maggio 2016.

## Trama
Il cartone è incentrato sugli uccelli e sui maiali. Questi ultimi vogliono quasi sempre rubare le uova per cibarsene.

## Personaggi

### Uccelli
- Red: è un uccello rosso  e "capo" degli uccelli. Red è il più sveglio, autorevole e dedito al lavoro di sorvegliante delle uova. Dà spesso consigli agli altri uccellini.
- Matilda: è un uccello femmina bianco ed è la "mamma" del gruppo, fa da chioccia ai Blues e si occupa delle uova e del nido, inoltre si occupa di preparare da mangiare. Quando vede un porcellino intorno alle uova diventa molto più arrabbiata.
- Terence: è un uccello enorme color rosso scuro che è il più grande di tutti, di solito non sta insieme al gruppo. Ha un'espressione sempre accigliata. È simile a Red ma è molto più grande.
- Chuck: è un uccello giallo un po' pasticcione, imbranato e combina spesso dei disastri ma è sempre atletico, disponibile ed altruista. È intelligente, ed è in grado di correre molto veloce.
- I Blues: sono un trio di gemelli di colore azzurro, Jim, Jay e Jake. Sono bambini che combinano molti guai. Vanno in skateboard e fanno spesso dei giochi pericolosi. Matilda li tratta come figli.
- Bomb: è un uccello color nero con la particolarità di creare esplosioni quando si arrabbia. Molto leale, amichevole e rispetta il capo Red. Sempre disponibile alla difesa delle uova, è goloso e adora il gelato.
- Bubbles: è un uccello arancione in rivalità con il Re dei maiali, a cui piacciono le caramelle. Appare negli episodi a tema Halloween.

### Maiali
- Re Leonard Pig: è il re dei maiali ed è il sovrano dell'isola, non è molto amato dai suoi sudditi in quanto li tratta da despota e li sfrutta. Indossa sempre la corona.
- Caposquadra Pig: è un maiale con i baffi arancioni e capo dell'esercito; ha mansioni di pompiere e di poliziotto, ed è sempre al servizio del suo Re.
- Caporale Pig: è un maiale serio e duro che comanda i porcellini sul campo, escogita sempre piani per impadronirsi delle uova. Sfrutta i suoi subalterni per compiere le sue missioni.
- Chef Pig: è un maiale cuoco che cucina per i maialini e sembra intenzionato a spodestare il Re. Ha mansioni anche di alchimista di corte.
- Professor Pig: è un maiale intelligente che indossa occhiali con lenti quadrate ed ha sopracciglia grigie. Il suo laboratorio, in cui esegue numerosi esperimenti scientifici, è situato all'interno di una casa che condivide con Caporale Maiale, il quale usa spesso gli esperimenti del suo coinquilino come modello per rubare le uova.
- I Pigs: sono dei maialini che eseguono gli ordini dei superiori con dedizione e sognano di mangiare le uova degli uccelli. In diverse occasioni vengono sfruttati come cavie da laboratorio o come manichini.
- El Porkador:  è un maiale utilizzato dal Caporale Pig per sconfiggere gli uccelli con la sua forza e le sue elevate dimensioni.

## Episodi
| Stagione         | Episodi | Prima TV originale | Prima TV Italia |
| ---------------- | ------- | ------------------ | --------------- |
| Prima stagione   | 52      | 2013-2014          | 2013-2019       |
| Seconda stagione | 26      | 2014-2015          | 2018            |
| Terza stagione   | 26      | 2015-2016          | 2018            |